# Сельское поселение Половинка
Се́льское поселе́ние Половинка — муниципальное образование в Кондинском районе Ханты-Мансийского автономного округа Российской Федерации.
Административный центр — посёлок Половинка.

## История
Статус и границы сельского поселения установлены Законом Ханты-Мансийского автономного округа - Югры от 25 ноября 2004 года № 63-оз «О статусе и границах муниципальных образований Ханты-Мансийского автономного округа - Югры»

## Население
| 2010  | 2012  | 2013  | 2014  | 2015  | 2016  | 2017  |
| ----- | ----- | ----- | ----- | ----- | ----- | ----- |
| 1350  | →1350 | ↗1363 | ↘1312 | ↘1257 | ↘1207 | ↘1160 |
| 2018  | 2019  | 2020  | 2021  |       |       |       |
| ↗1180 | ↘1177 | ↘1158 | ↗1249 |       |       |       |

## Состав сельского поселения
| № | Населённый пункт | Тип населённого пункта          | Население |
| - | ---------------- | ------------------------------- | --------- |
| 1 | Половинка        | посёлок, административный центр | ↗1249     |